# Physiologus de Berne

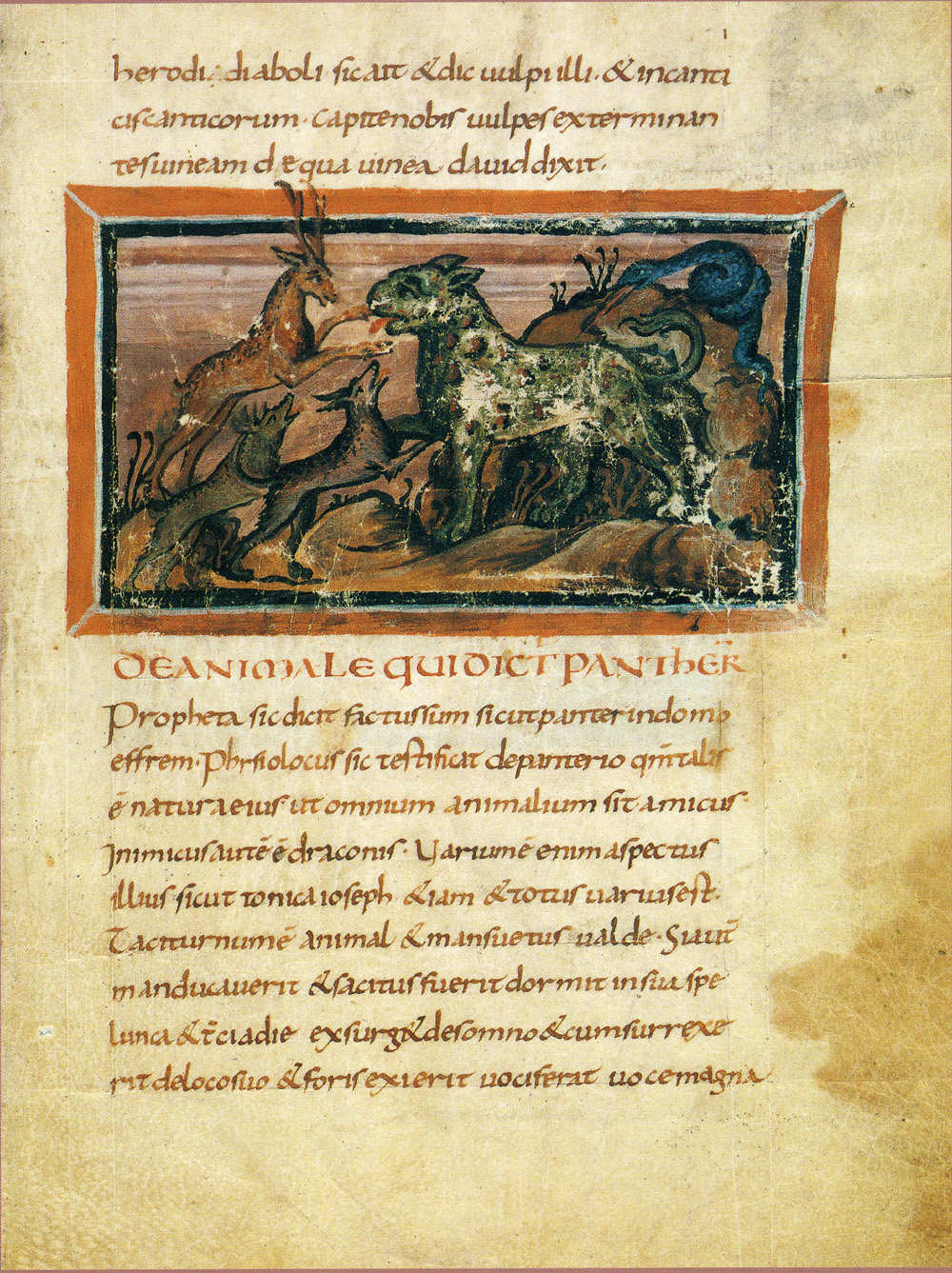
Physiologus de Berne. Notice sur la panthère, f. 15r

Le Physiologus de Berne ou Physiologus Bernensis (Berne, Burgerbibliothek Bern, Codex Bongarsianus 318) est un manuscrit enluminé du IXe siècle, copie latine d'une traduction du Physiologus. Il a probablement été produit à Reims entre 825 et 850. C'est, toutes langues confondues, la plus ancienne version illustrée connue de ce texte, rédigé des siècles plus tôt en grec. Il appartient à un corpus assez étendu de copies du Physiologus, une œuvre qui a eu un grand retentissement au Moyen Âge et exercé une forte influence sur le développement de la tradition des bestiaires. Ce manuscrit est considéré par plusieurs comme une production de l' « École de Reims », un courant qui marque l'évolution de l'art de l'enluminure à l'époque carolingienne.

## Manuscrit

### Informations techniques
Le manuscrit correspond à la cote de codex 318. Il contient 131 folios, de format 25.5 x 18 cm, utilisés au recto et au verso. Il est fait de vélin, une variété de parchemin. Le scribe présumé - et potentiellement l'illustrateur - serait un clerc nommé Haecpertus. Le texte en latin est rédigé dans une minuscule carolingienne très claire et les lettres majuscules sont généralement tracées à l'encre rouge. En plus du Physiologus qui occupe les folios 7 à 22, le manuscrit contient des copies de la vie de saint Siméon, de la Chronique de Frédégaire et une péricope de l’Évangile de Matthieu avec une traduction latine d’Ephrem le Syrien. Cependant, la partie illustrée se limite au seul Physiologus.
Le codex original est actuellement toujours conservé à la Burgerbibliothek Bern, à Berne, en Suisse. Il a été restauré en 1946. Le contenu intégral du manuscrit est accessible en ligne.

### Contenu
Le Physiologus de Berne contient 26 chapitres qui traitent chacun d'un animal réel ou fantastique et, pour quelques exceptions, d'une pierre ou d'une plante. Bien qu'on se réfère souvent au manuscrit en utilisant le terme bestiaire, cette relative diversité du contenu empêche de le considérer comme tel. Aucune classification des chapitres ne sépare les animaux réels des animaux fantastiques, ni les plantes et pierres des bêtes. On trouve ainsi, dans l'ordre présenté ici, les notices suivantes : le lion, le « lézard solaire » (esura eliaca), un oiseau nommé calatrius, le pélican, le nicticorax (un oiseau nocturne), l'aigle, la huppe fasciée, la vipera (qui ne qualifie pas le serpent du même nom, mais une créature mi-humaine, mi-crocodile), le serpent, la fourmi, la sirène (décrite comme mi-femme, mi-oiseau) et l'onocentaure, le hérisson, le renard, la panthère, l'aspidochélon, la licorne, le cerf, la salamandre, un arbre nommé Arbor peredixion, l'antilope, le poisson-scie, l'éléphant et la mandragore, la pierre agate, la pierre indienne, le chant du coq, puis le cheval. 
Les différentes sections répètent une même structure binaire : la description de la nature de l'animal est suivie d'un développement sur la signification morale de cette nature, souvent à l'aide d'une analogie avec une histoire biblique. Les descriptions à vocation plutôt naturaliste se concentrent principalement sur le comportement des animaux et sur leurs relations avec les autres espèces. Bien que la teneur chrétienne du manuscrit ne puisse aucunement être mise en doute, le Physiologus, dans cette version comme dans toutes les autres, comporte un indubitable héritage du monde païen. Les informations relayées à propos des espèces ont de fortes correspondances avec la zoologie gréco-romaine. Certains remarquent également une influence de la littérature ésotérique égyptienne.

## Histoire
Le Physiologus de Berne a vraisemblablement été produit vers le deuxième tiers du IXe siècle. Il aurait été réalisé à Reims, probablement à l'abbaye de Saint-Pierre d'Hautvilliers, où travaillaient certains des artisans de l'École de Reims. Sa retranscription aurait été exécutée d'une seule main, par un certain Haecpertus, dont la signature figure sur le folio 130 recto du manuscrit. Bien plus tard, le codex est récupéré de l'Abbaye de Fleury par Peter Daniel, avocat et philologue d'Orléans du XVIe siècle, puis se retrouve dans la collection personnelle de Jacobo Bongars, qui est cédée entièrement en 1632 à la Burgerbibliothek Bern.
La présence du manuscrit à l'Abbaye de Fleury peut sûrement être associée à l'exil dans cette institution d'Ebbon de Reims, ancien archevêque de la ville qui a joué un rôle important dans l'émergence en son sein d'un renouveau de l'art de l'enluminure. Bien qu'aucune trace de ce fait n'ait été conservée, il semble probable que l'ecclésiastique ait importé vers l'abbaye une certaine quantité de manuscrits dont ferait partie le Physiologus. Ces œuvres ont vraisemblablement joué un rôle dans la pénétration de l'influence de l'École de Reims en Angleterre, par le biais de St-Aethelwold, futur évêque de Winchester formé à Fleury.
Le texte entier du Physiologus Bernensis, corrigé et annoté, a été publié en latin par Cahier et Martin entre 1847 et 1856. Christoph von Steiger et Otto Homburger ont établi une traduction allemande en 1964 et José Antonio Villar Vidal une traduction espagnole en 2000 (accessible en ligne).

## Texte d'origine
Le Physiologus grec original est une œuvre anonyme, longtemps attribuée à tort à Ambroise, qui aurait été réalisée, selon la plupart des historiens, autour du IIe siècle. Elle aurait probablement été rédigée à Alexandrie, quoique certains ont avancé qu'elle pourrait plutôt être originaire de Palestine. Ce texte a été traduit dans de multiples langues (latin, éthiopien, syriaque, arménien, géorgien, roumain...) et a subi des nombreuses transformations dans les versions qui en dérivent (ajout ou retrait d'animaux, augmentation ou réduction des passages exégétiques, augmentation ou réduction des passages naturalistes, etc.). Le terme « Physiologus » (Φυσιολόγος, en grec) se réfère à la fois à l'œuvre elle-même et à celui dont on rapporte les savoirs, un « naturaliste » inconnu. Aucun manuscrit original n'a été conservé, ce qui rend très difficile d'évaluer ce qui figurait ou non dans le texte initial. La présence dans la version originale des éléments exégétiques de l'œuvre et de l'ancrage résolument chrétien est par exemple sujet à débat. Que ses aspects se retrouvent dans les traductions latines les plus précoces laisse à penser pour certains qu'ils y étaient dès l'origine, alors que l'existence de manuscrits du Physiologus à vocation purement zoologique porte plutôt à croire que la dimension religieuse est une transformation ultérieure étrangère au texte original. On interroge aussi l'apparition dans l'œuvre initiale des phrases récurrentes « Le Physiologue a dit... » (en latin Physiologus  dixit...) et « Le Physiologue a bien parlé de... » (en latin Bene Physiologus dixit de ...), qui rythment les textes des versions postérieures.

## Traduction
Selon la classification scientifique, qui divise les différentes traductions latines de l'œuvre en quatre catégories, le texte contenu dans le Physiologus Bernensis correspond à la version C. Cette traduction aurait été faite à partir d'un original grec appartenant au « groupe Σαs » (les manuscrits grecs sont classés en quatre collections, puis en sous-groupes de celles-ci). Le latin utilisé dans le manuscrit serait « déficient et incompréhensible ». La datation de cette traduction, dont le Physiologus de Berne est une copie, n'est quant à elle pas établie. L'ordre des chapitres est identique à celui de la traduction éthiopienne du Physiologus, ce qui laisse supposer l'existence d'une version grecque sur laquelle seraient calquées les deux traductions. La version latine C, présente dans le Codex 318, possède néanmoins un nombre de chapitres (24) fort inférieur à celui des sources grecques, qui en possèdent entre 35 et 50. Aucune logique dans le choix des chapitres conservées n'est cependant décelable, vu que les animaux apparaissant dans la Bible côtoient ceux qui n'y sont pas, tout comme les espèces locales coexistent avec de nombreuses espèces exotiques ou fantastiques.
Aux 24 chapitres tirés directement du Physiologus grec s'ajoutent dans le cas de ce manuscrit deux nouveaux chapitres qui n'apparaissent pas dans celui-ci et qui closent le bestiaire : le cheval et le chant du coq. Le premier de ces ajouts serait tiré des Étymologies d'Isidore de Séville, alors que le deuxième constituait une reproduction intégrale du passage sur ce thème dans l'Hexaemeron d'Ambroise.

## Enluminure
Le Physiologus Bernensis contient au total 35 illustrations, accompagnant chacun des chapitres et représentant les caractéristiques physiques et environnementales des animaux traités par le texte. Elles sont toutes en couleur et souvent entourées d'un cadre rouge bordé d'une ligne noire plus mince. L'attention portée à la représentation de la lumière dans les paysages témoigne d'une maîtrise particulière de la part de l'exécutant. La toute première page du Physiologus comporte une illustration de grande taille, occupant les trois quarts 

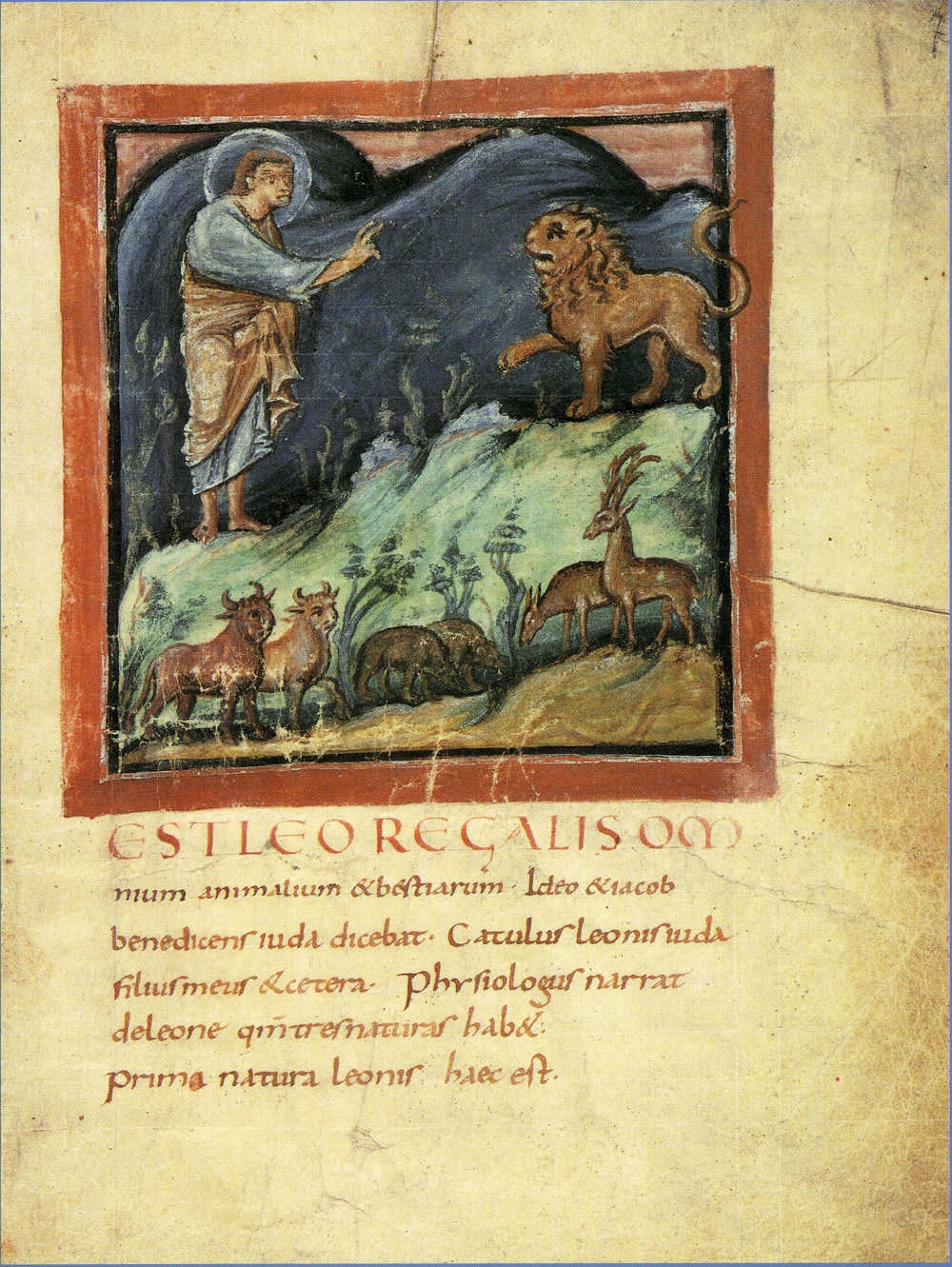
Première page du Physiologus de Berne, Jacob bénissant le lion de Judas, f. 7v

de la page et servant visiblement d'introduction à l'œuvre. Cette image est la seule du manuscrit à posséder un caractère symbolique et non purement illustratif: elle représente Jacob bénissant le lion de Judas. Le manuscrit possède également une lettre ornementale de style franco-saxon, située sur le folio recto 1, au début de la reproduction de la Vie de St-Siméon.
Le travail d'illustration du codex est attribué par Helen Woodruff au même Haecpertus qui aurait également transcrit le texte, de par l'expression me fecit (« il m'a fait » — c'est  le livre qui parle) rédigée de sa main, qui serait habituellement associée aux travaux de peinture plus qu'à la transcription. Cependant, d'autres éléments poussent vers une hypothèse opposée. Pour Jacqueline Leclerc-Marx, la contradiction flagrante entre la description textuelle faite de la sirène (mi-femme, mi-oiseau) et sa représentation figurée (mi-femme, mi-poisson, conformément à la tradition antique) ferait plutôt pencher vers l'idée d'une collaboration entre deux artisans différents, et, même, entre deux « traditions différentes – littéraire et artistique – indépendantes l'une de l'autre ».
L'assurance des traits porte à croire que l'illustration des animaux a été réalisée à partir d'un modèle, à savoir un autre manuscrit dont les images auraient été recopiées fidèlement. Ce fait lui-même ne semble pas être mis en doute, mais la datation de ce dit modèle est débattue. Dans l'étude de Woorduff, il s'agirait d'un manuscrit latin beaucoup plus ancien datant du IVe siècle, alors que Dimitri Tselos propose plutôt l'hypothèse selon laquelle l'œuvre aurait réalisée au VIIe ou au VIIIe siècle. Ces questionnements en accompagnent d'autres qui concernent les sources de l'iconographie présente dans le Physiologus de Berne. Woodruff plaide pour une survivance du style alexandrin, alors que Tselos défend l'idée d'une influence grecque ayant transité par un centre artistique grec ou greco-italien en Italie. 

Malgré les questions concernant son modèle et ses inspirations antérieures, le Physiologus de Berne est unanimement associé à l'« École de Reims ». Cette expression se réfère à la présence dans cette ville d'un foyer de création artistique à l'époque carolingienne qui apporta un vent de changement dans l'art de l'enluminure. Ce renouveau artistique s'exprime par une attention supplémentaire portée à la perspective et à la représentation naturaliste des figures. Les similarités stylistiques du Codex 318 avec des œuvres identifiées avec le corpus de Reims (Psautier d'Utrech, Psautier de Troyes) sont évidentes et semblent confirmer assurément cette appartenance.

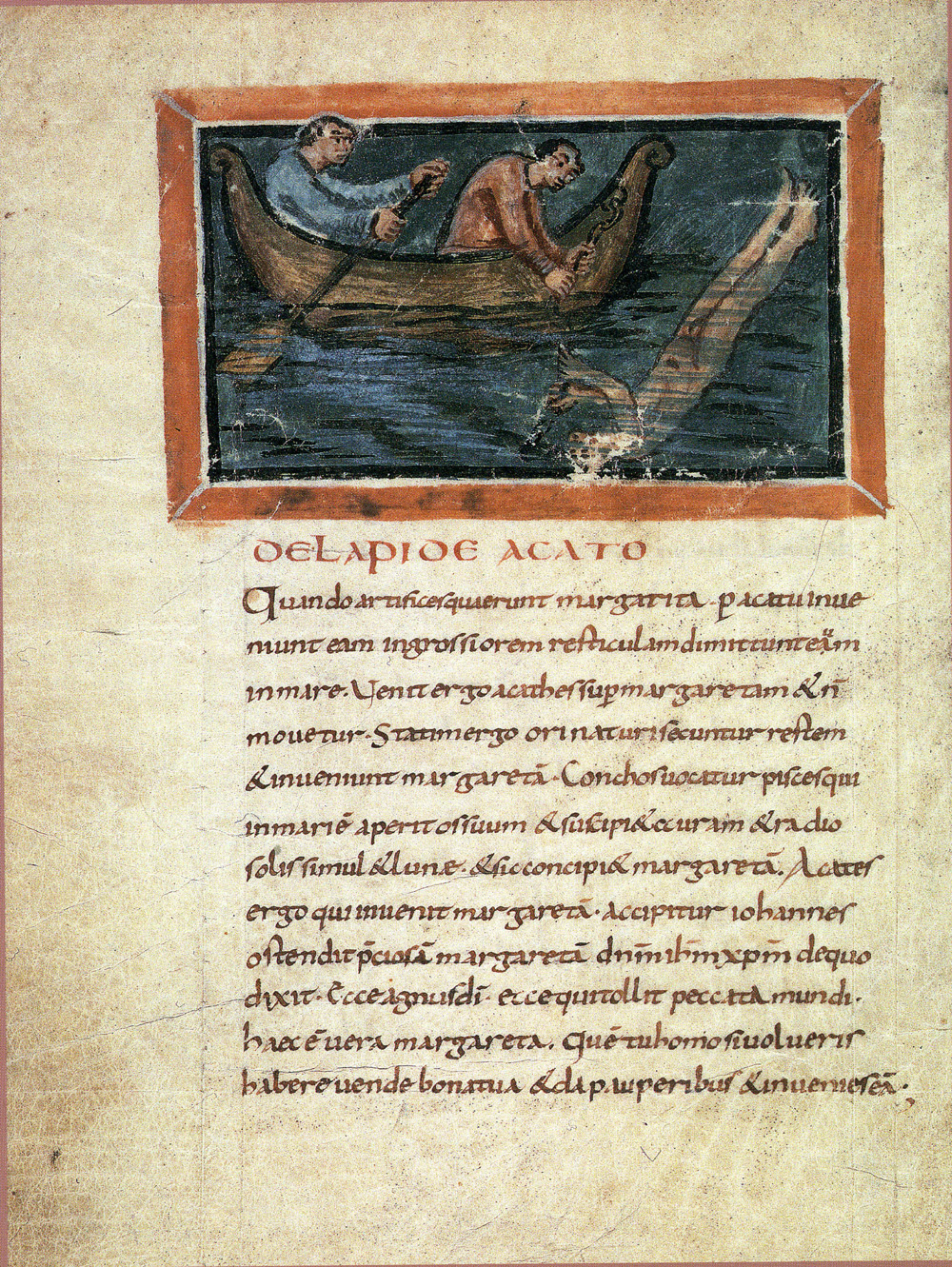
Physiologus de Berne, f. 20v
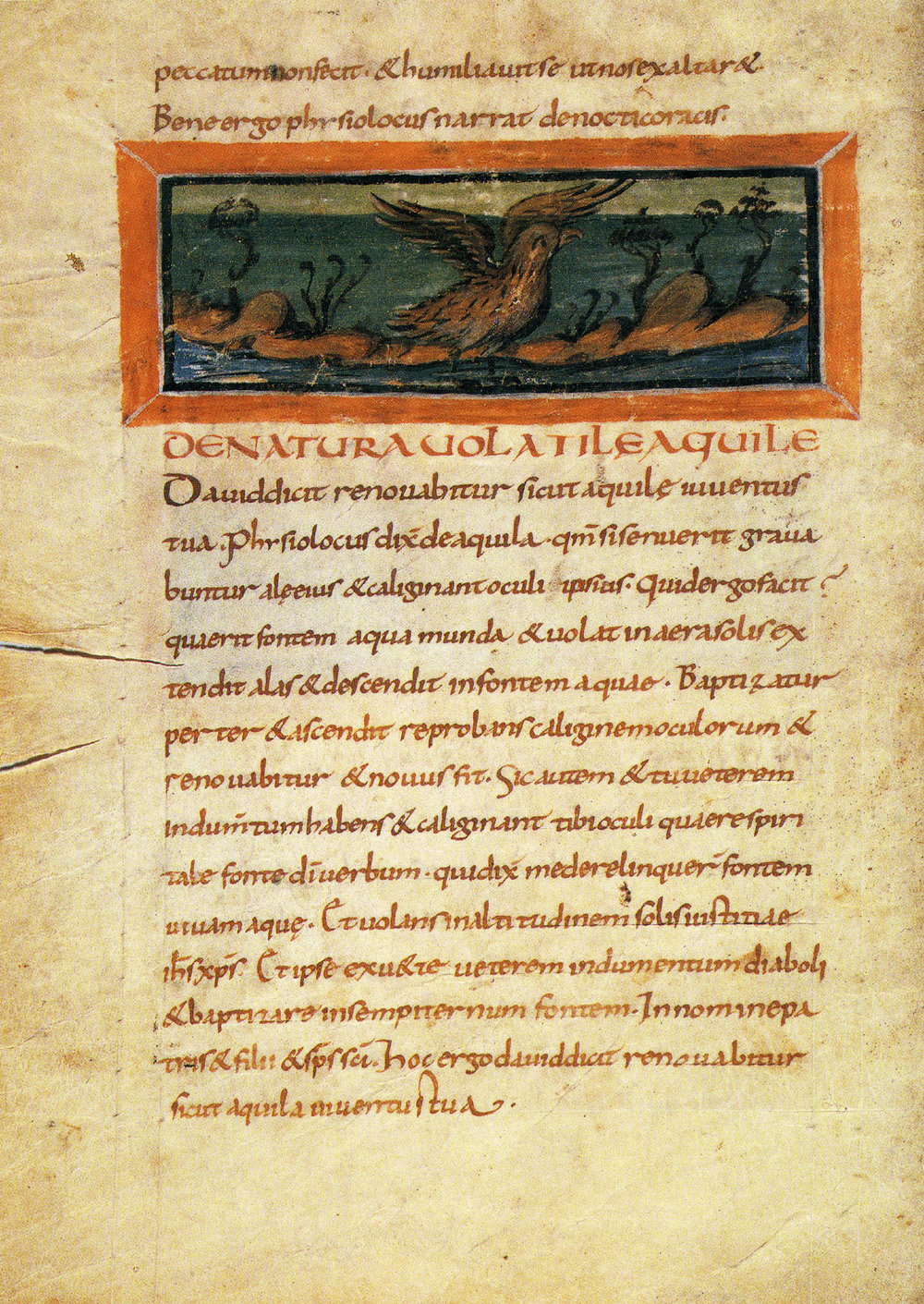
Physiologus de Berne. Notice sur l'aigle, f. 10v
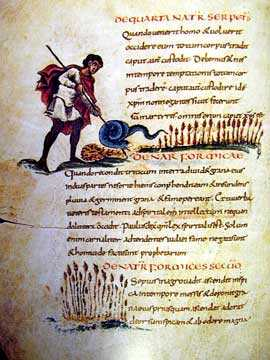
Physiologus de Berne, f. 12v

## Fonction du Physiologus
Malgré sa forme pouvant être facilement assimilée à celle de l'encyclopédie, la fonction du Physiologus de Berne, comme celle des autres versions du texte réalisées durant le Haut Moyen Âge, est bien différente de celle de ce type d'ouvrage moderne. En effet, les Physiologus de cette période ne sont pas simplement des tentatives « scientifiques » d'appréhender le monde naturel qui seraient limitées par un cadre religieux. On est plutôt ici face à des documents ayant une logique autre, qui s'apparentent davantage à des œuvres d'exégèse. En effet, dans ces cas, le même procédé présent dans l'exercice exégétique portant sur les Saintes Écritures change d'objet. Le Physiologus tente de lire la nature comme si elle consistait en un assemblage de signes divins, au même titre que les mots de la Bible. Ces autres types de signes peuvent également être déchiffrés en vue d'en tirer des leçons sur les enseignements de Dieu et sur ses exhortations morales. Le texte ne s'intéresse donc pas aux animaux, aux minéraux ou aux plantes en tant que tels, comme le ferait le scientifique moderne : il tente plutôt de voir à travers leurs natures spécifiques, d'accéder à ce qu'elles évoqueraient.
Comme l'explique Jacques Voisenet dans son livre Bestiaire chrétien, l'imagerie animale des auteurs du Haut Moyen Âge (Ve-XIe s.), « l'association d'une compilation  "scientifique" et d'un traité de théologie ne gêne pas le "Naturaliste" [le Physiologue] ni l'homme du Moyen-Âge, car ils ne distinguent pas ces deux domaines. En effet, le but n'est pas d'élaborer une description réaliste ni de poursuivre une vérité scientifique, […] mais de permettre au chrétien de déchiffrer le monde à travers un réseau d'équivalents symboliques [...] ». La coexistence d'une approche plus typiquement « naturaliste » et d'interprétations tout à fait allégoriques peut même être associée à l'idée des différents niveaux d'analyse présents dans la pratique de l'exégèse biblique. 
Dans ce paradigme, l'association d'animaux réels et de créatures fantastiques en un même recueil n'a plus rien d'incongru, et la dichotomie réel-imaginaire avec laquelle l’œil moderne envisage nécessairement le Physiologus n'a même plus de raison d'être. En effet, l'animal fantastique est autant à même d'être un symbole adéquat que celui qui partage effectivement le monde des lecteurs du Moyen Âge. Sa réalité importe peu : « […] l’événement naturel n’est pas là pour  prouver (demonstrare) le fait spirituel, [...] mais bien pour le symboliser (significare). » Par ailleurs, l'anonymat du « Physiologue » dont la parole est rapportée par le texte renforce cet aspect essentiellement spirituel de l'œuvre, donnant au personnage « une dimension encore plus universelle, allant au-delà de l’intelligence humaine ».  
Plus concrètement, les manuscrits du Physiologus de cette période auraient été servis d'outils pour l'éducation religieuse, comme en témoigne la présence de cette œuvre et de celles qui lui sont corollaires dans les bibliothèques monastiques. L'hypothèse d'une destination pour un public peu instruit ou en formation est appuyée par la simplicité du propos et par la division en courts chapitres possédant chacun une leçon morale, un modèle qui rappelle le format de la fable.